# 栃木県道30号矢板那須線
栃木県道30号矢板那須線（とちぎけんどう30ごう やいたなすせん）は、栃木県矢板市から那須郡那須町に至る県道（主要地方道）である。

## 概要
郊外を経由して栃木県北部の主要な観光地である塩原温泉郷と那須高原を結んでおり、起点の矢板市乙畑から那須塩原市関谷までは関谷街道、関谷から那須町の終点までは横断道路および那須グリーンラインという通称でも呼ばれる。
さくら市との市境に近い矢板市乙畑の片岡駅周辺を基点とし、矢板市の中心市街地を経由して、那須野が原扇状地南西の外縁部を成す箒川に沿って北西へと向かう。塩原温泉郷の玄関口である関谷北交差点付近で箒川を離れ、今度は那須野が原の扇頂部を大佐飛山地との境界に沿って北東へ向かい、那須野が原北東の外縁となる那珂川と交差し、那須高原までを結んでいる。

### 路線データ
- 総延長：40.119 km（新道区間を除く）
- 実延長：40.041 km（新道区間を除く）
- 起点：栃木県矢板市乙畑（乙畑交差点＝栃木県道353号蒲須坂乙畑線交点）
- 終点：栃木県那須郡那須町大字高久乙（広谷地交差点＝栃木県道17号那須高原線・栃木県道68号那須西郷線交点）
- 認定：1983年（昭和58年）1月17日

## 歴史
- 1993年（平成5年）5月11日 - 建設省から、県道矢板那須線・県道乙畑矢板線が矢板那須線として主要地方道に指定される[3]。
- 2024年（令和6年）4月23日 - 堰場工区（那須塩原市金沢 - 下田野、0.9 km）が開通する[4]。

## 路線状況

### 重複区間
- 栃木県道74号塩谷喜連川線（矢板市乙畑 - 矢板市片岡）

### 道の駅
- 道の駅やいた

## 地理

### 通過する自治体
- 矢板市
- 那須塩原市
- 那須郡那須町

### 交差する道路
- 栃木県道353号蒲須坂乙畑線（起点）
- 栃木県道74号塩谷喜連川線（矢板市乙畑）

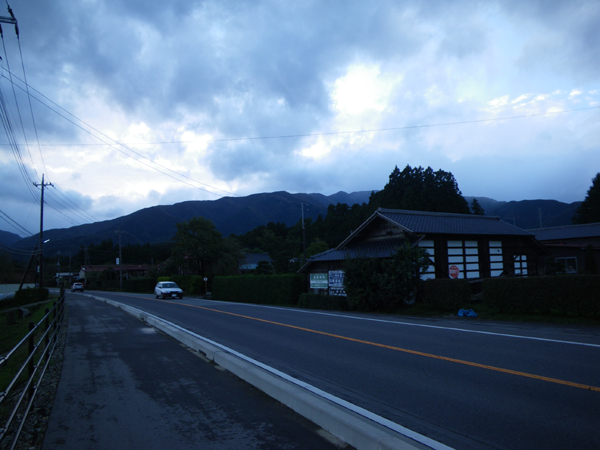
塩原温泉郷から那須高原までの区間、那須塩原市高林地区から大佐飛山地の山々を望む

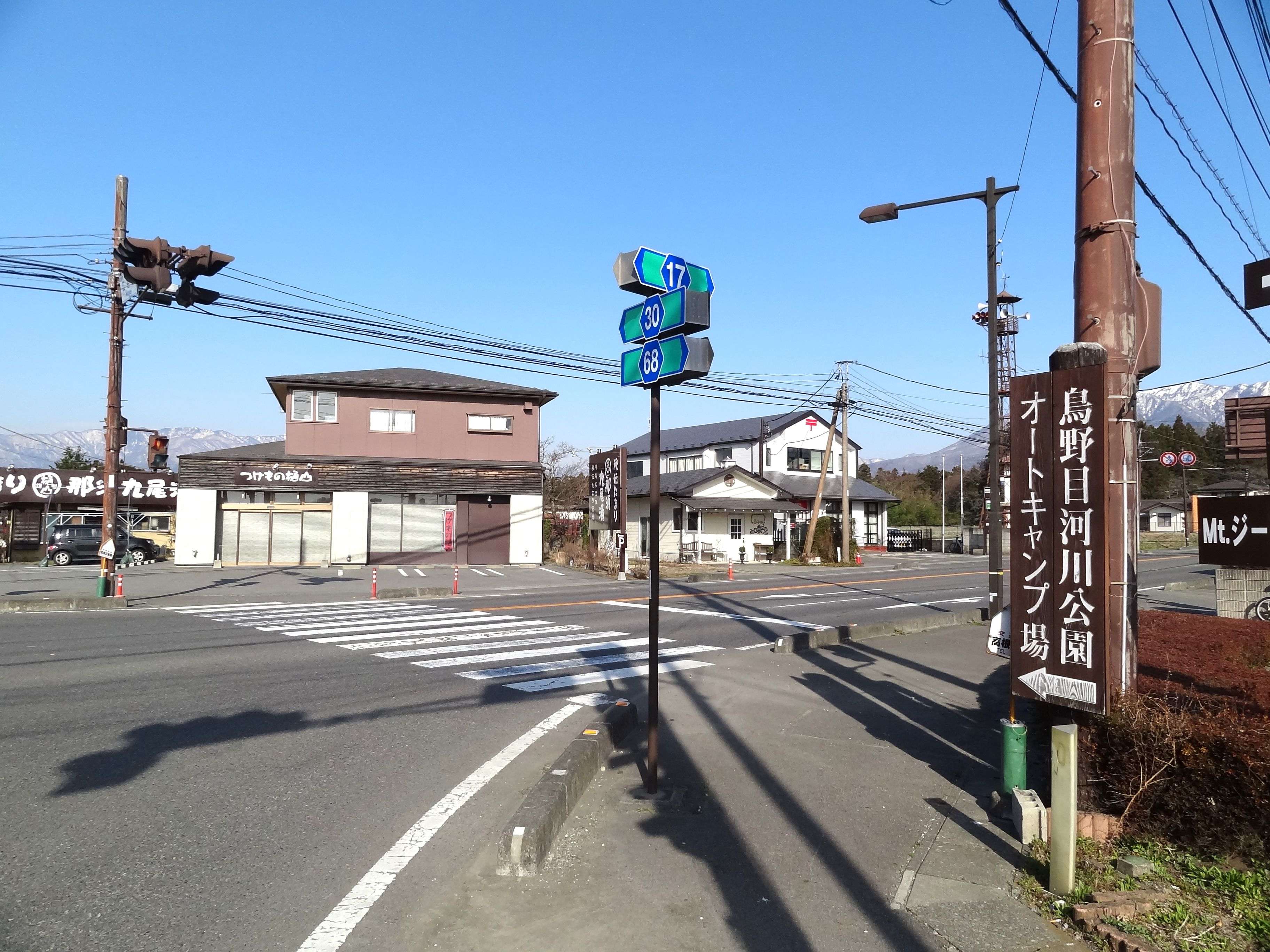
終点・広谷地交差点（栃木県道17号・68号交点）

- 栃木県道161号下河戸片岡線（矢板市片岡）
- 栃木県道74号塩谷喜連川線（矢板市片岡）
- 東北自動車道矢板IC（矢板市片岡）
- 栃木県道242号矢板塩谷線（矢板市木幡交差点）
- 国道461号（矢板市本町交差点）
- 栃木県道272号県民の森矢板線（矢板市下太田交差点）
- 栃木県道56号下塩原矢板線（矢板市泉交差点）
- 栃木県道185号関谷上石上線（那須塩原市関谷・関谷宿）
- 国道400号（那須塩原市関谷北交差点）
- 栃木県道259号折戸西那須野線（那須塩原市折戸）
- 栃木県道53号大田原高林線（那須塩原市高林交差点）
- 栃木県道369号黒磯田島線（那須塩原市戸田交差点）
- 栃木県道17号那須高原線・栃木県道68号那須西郷線（終点）

支線
- 国道4号（矢板市乙畑・東乙畑交差点、支線起点）【北緯36度44分40.0秒 東経139度57分28.8秒 / 北緯36.744444度 東経139.958000度】
- 栃木県道74号塩谷喜連川線（矢板市石関、支線終点）【北緯36度45分21.6秒 東経139度56分27.9秒 / 北緯36.756000度 東経139.941083度】

### 沿線にある施設など
- 道の駅那須高原友愛の森（終点の広谷地交差点から南）
- 道の駅湯の香しおばら（那須塩原市の関谷北交差点から国道400号を西）